# 獅金
獅金有限公司，簡稱獅金（英語：LionGold Corporation Limited，SGX：A78），在2011年8月11日，由The Think Environmental Company Limited更名而來。
現時主要在蒙古、菲律賓等國家經營金礦產業，總部位於38 Kallang Place, Singapore 339166。現時主席和總裁為Tan Sri Dato’ Nik Ibrahim Kamil Bin Nik Ahmad Kamil主理。
此外，在2012年4月16日，獅金有限公司提出以5,030万澳元(6,520万新加坡元)收购澳洲黄金勘探及生产商Castlemaine Goldfields(CGT)。以每股收购价为0.1842澳元。狮金计划以每股1.0738元发行股票，按每2股换取9股的比例完成交易。

## 連結
- LionGoldCorp.com （页面存档备份，存于）